# Ausejo
Ausejo is een gemeente in de Spaanse provincie en regio La Rioja met een oppervlakte van 56,58 km². Ausejo telt 815 inwoners (1 januari 2016).